# Franz Brendel
Pour les articles homonymes, voir Brendel.
Karl Franz Brendel (Stolberg, 26 novembre 1811 - Leipzig, 25 novembre 1868) est un critique musical, journaliste et musicologue prussien.

## Biographie
Karl Franz Brendel est le fils d'un ingénieur des mines nommé Christian Friedrich Brendel (de). Il a fait ses études à l'Université de Leipzig, à l'Université de Berlin et à l'Université de Fribourg-en-Brisgau jusqu'en 1840. En 1846, il a commencé à enseigner l'histoire de la musique au Conservatoire de Leipzig, où il a eu comme élève Felix Draeseke. En 1852, il a publié une histoire générale de la musique européenne très estimée. Brendel a également publié un livre sur Franz Liszt.
Il a été le rédacteur en chef de la Neue Zeitschrift für Musik, prenant en 1845 le poste abandonné par Robert Schumann (en 1844) et restant en poste jusqu'à sa mort en 1868. Brendel a inventé l'expression Nouvelle école allemande (en) pour décrire le mouvement musical progressif en Allemagne dirigé par Richard Wagner et Liszt au milieu du XIXe siècle. Il a publié de nombreux écrits sur la Neudeutsche Schule, y compris l'article de 1850 de Wagner Das Judenthum in der Musik (Le Judaïsme dans la musique). Brendel a maintenu la ligne de la revue, qui était en conflit permanent avec les adversaires de la Zukunftsmusik (surtout Eduard Hanslick) jusqu'à sa mort en 1868.
Il a épousé en 1844 à Dresde la pianiste Elisabeth (Lysinka) Tautmann (1818–1866).
Franz Brendel est mort à Leipzig.

## Écrits
- Geschichte der Musik in Italien, Deutschland und Frankreich - Von den ersten christlichen zeiten bis auf die gegenwart (1852)
- Geist und Technik im Clavier-Unterricht (1867)
- Franz Liszt als Symphoniker